# Rio Piraí (Rio de Janeiro)
O rio Piraí é um curso de água que banha o estado do Rio de Janeiro, no Brasil. A sua foz é no rio Paraíba do Sul, no município de Barra do Piraí. O rio Piraí é represado pela Barragem de Santana (esta controlada pela Light Serviços Elétricos S/A). Também no rio Piraí está localizada a Elevatória do Vigário, no Centro de Piraí.
O rio corta, desde sua nascente, localizada no município de Bananal, no Estado de São Paulo, os municípios de Rio Claro e Piraí e, em sua foz, o de Barra do Piraí. Além disso, marca a fronteira estadual entre São Paulo e Rio de Janeiro e do município paulista de Bananal com o município fluminense de Rio Claro, onde penetra o território do Estado do Rio de Janeiro.
O rio Piraí era originalmente um tributário da bacia do rio Paraíba do Sul, porém, no início do século 20, seu curso foi transposto para a bacia do rio Guandu .

## Topônimo
O nome "Piraí" tem origem na língua tupi e significa "rio dos peixes", através da junção dos termos pirá (peixe) e  'y (rio).